# 淡水清水巖

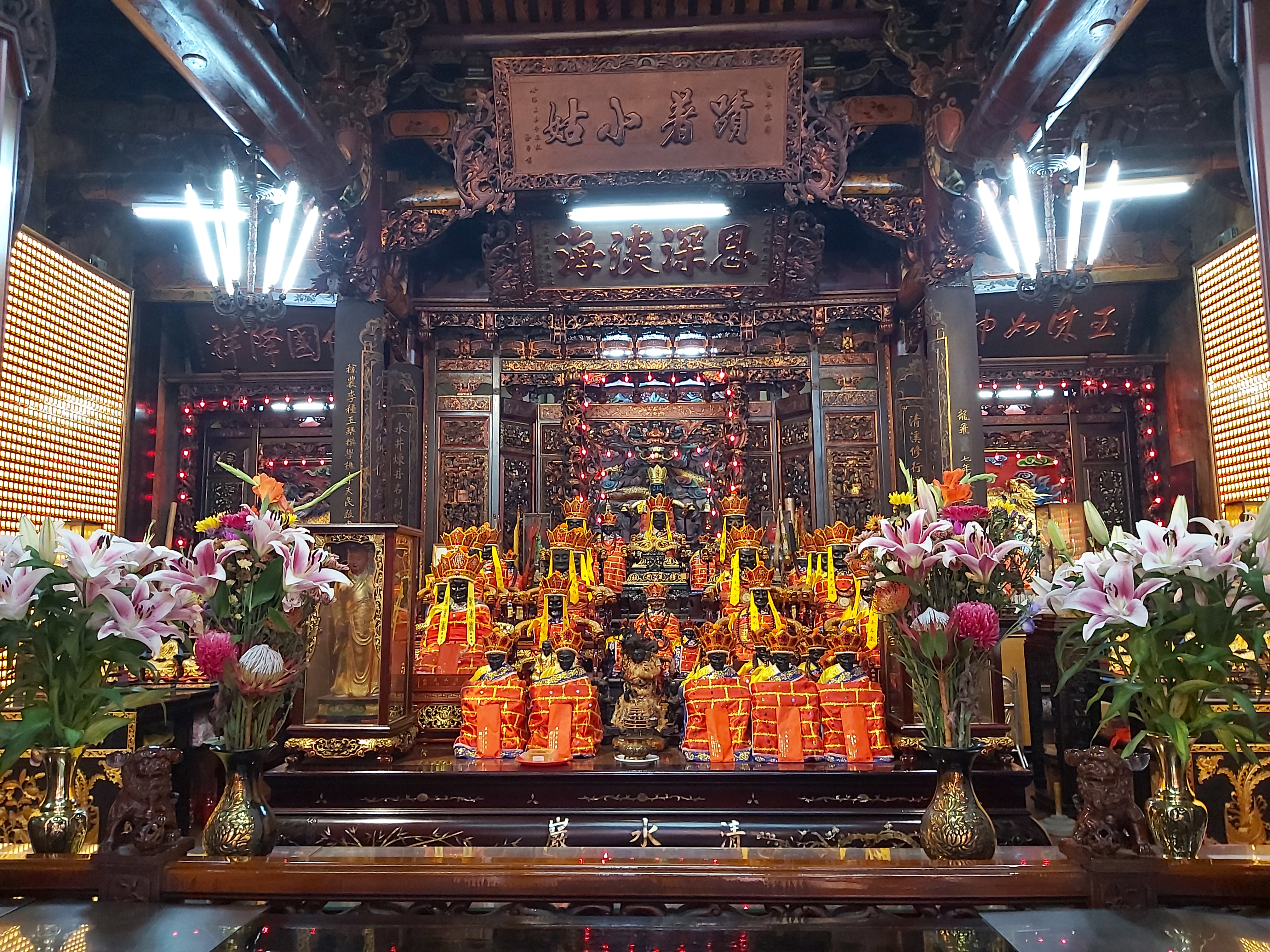
淡水清水巖正殿

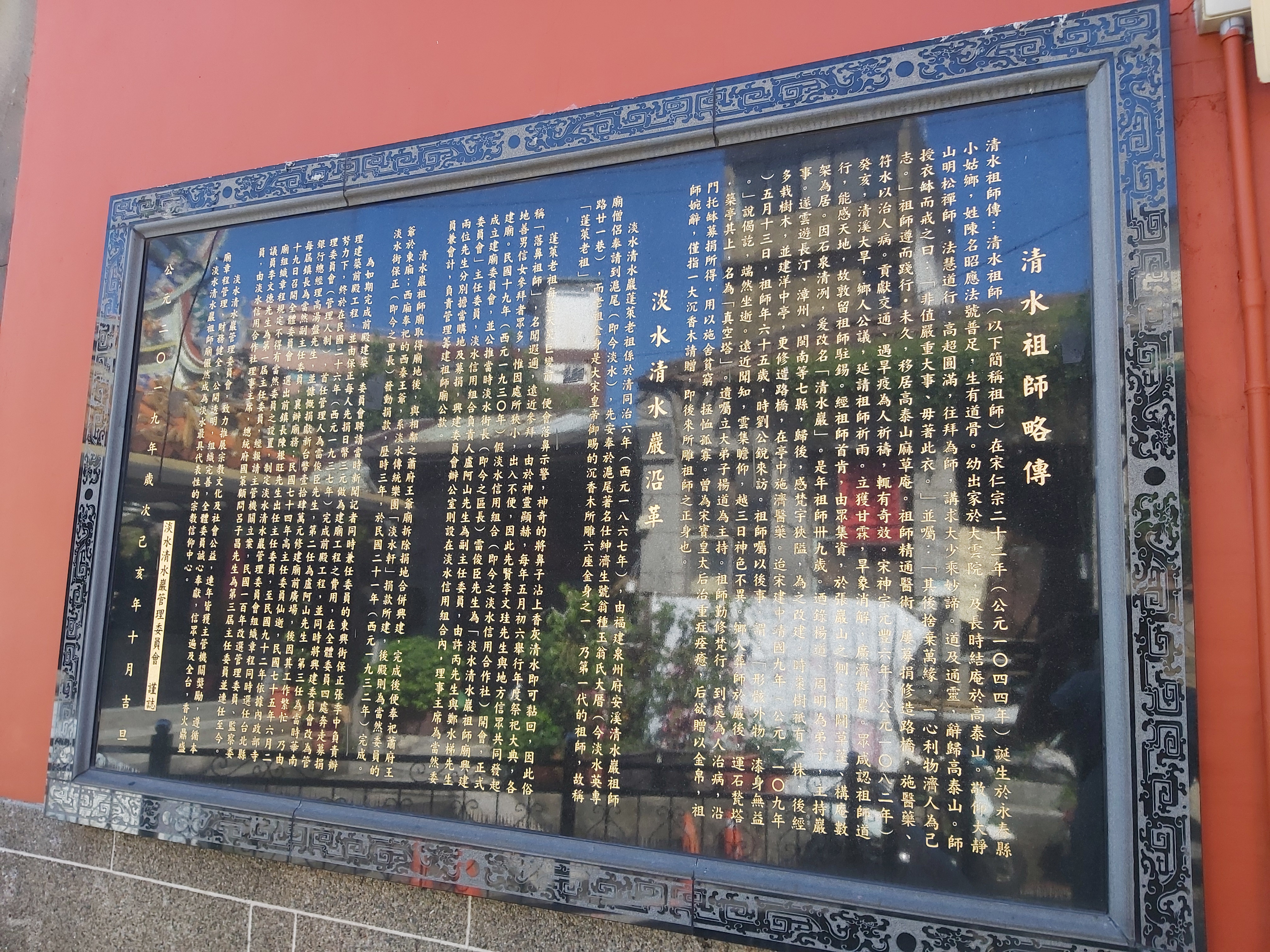
沿革解說牌

淡水清水巖，又稱淡水祖師廟，分靈自艋舺清水巖。位於臺灣新北市淡水區清水街八十七號。建於日治時期昭和十二年（1937年）。主祀閩南安溪高僧清水祖師，為一座受道教、佛教與臺灣民間信仰影響極多的祖師廟，是淡水地方上的信仰中心。每年農曆五月初五、初六舉辦「清水祖師得道紀念日繞境慶典」，俗稱「淡水大拜拜」，是淡水的盛事，2022年被新北市政府警察局淡水分局列為優質宮廟文化，是「無形文化資產」之表率。。
淡水清水巖與艋舺祖師廟、三峽祖師廟、瑞芳祖師廟，稱為「大臺北四大祖師廟」。清水巖、鄞山寺、福祐宮與淡水龍山寺合稱為「淡水四大廟」。

## 祀神
淡水清水巖主祀清水祖師，正殿龍邊配祀地藏菩薩、虎邊配祀保生大帝；龍邊兩次間分別祀奉蕭府千歲、斗姥元君與太歲星君，虎邊兩次間則分別祀奉西秦尊王、文昌帝君。

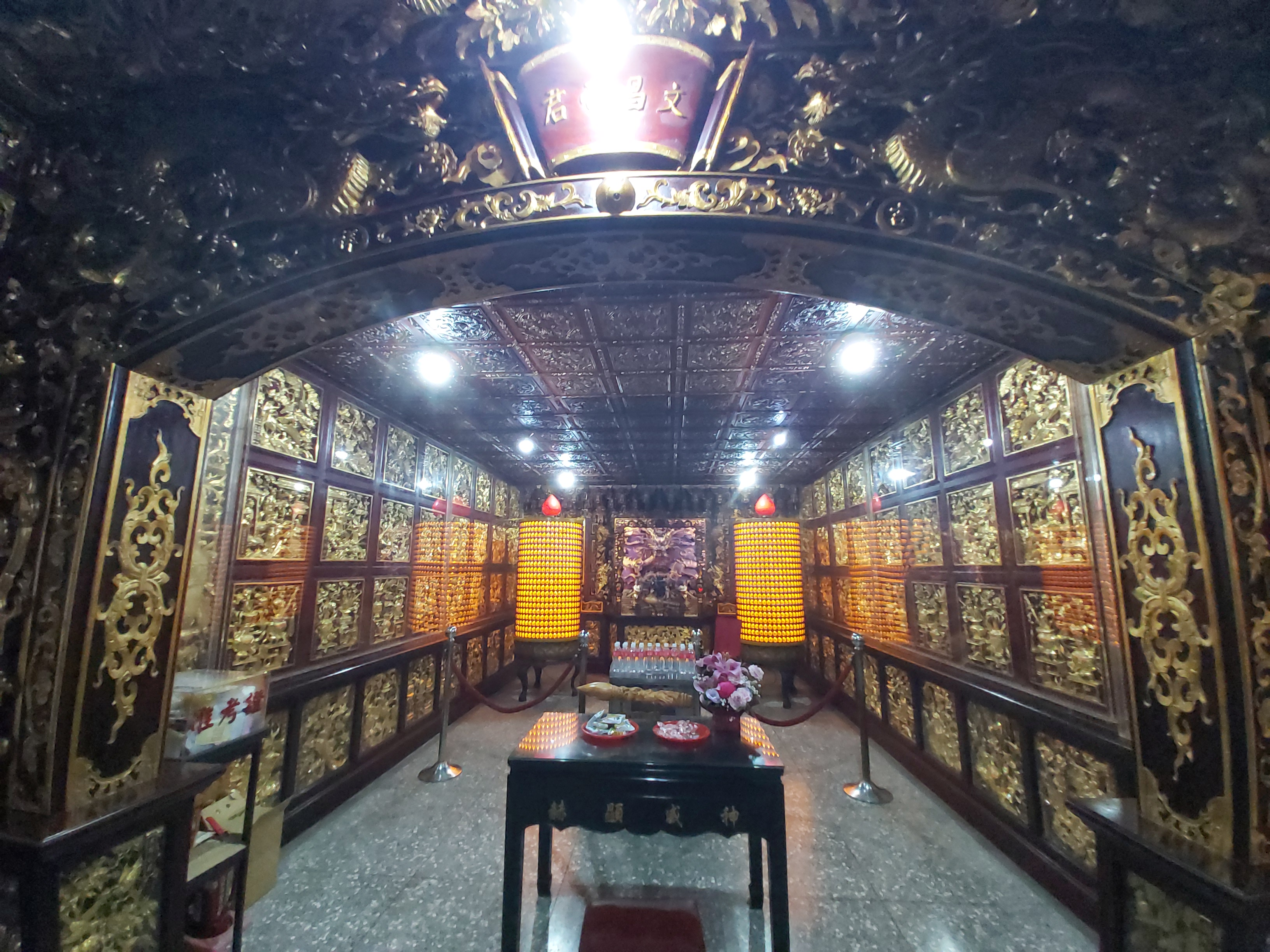
文昌帝君殿
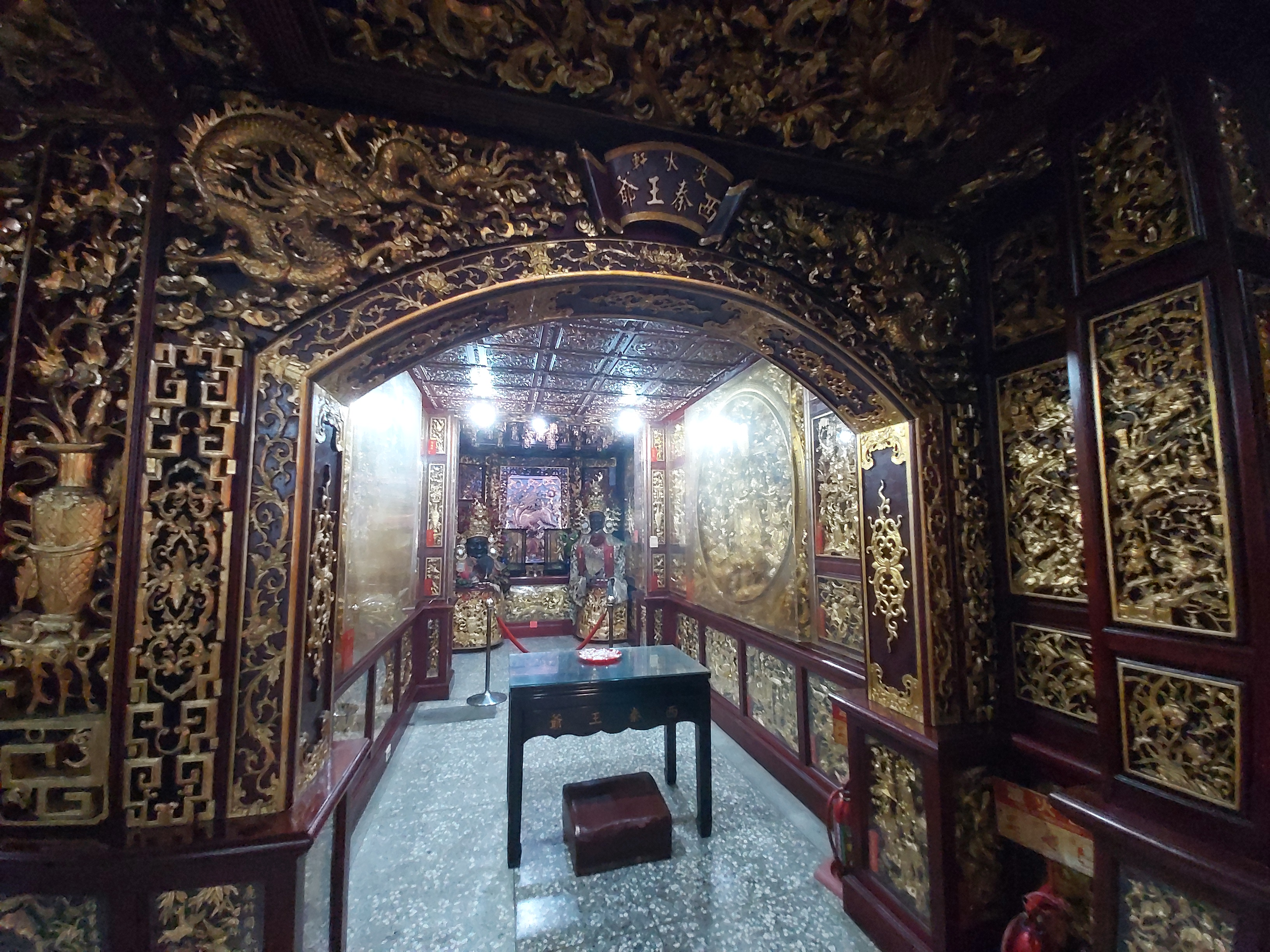
西秦王爺殿
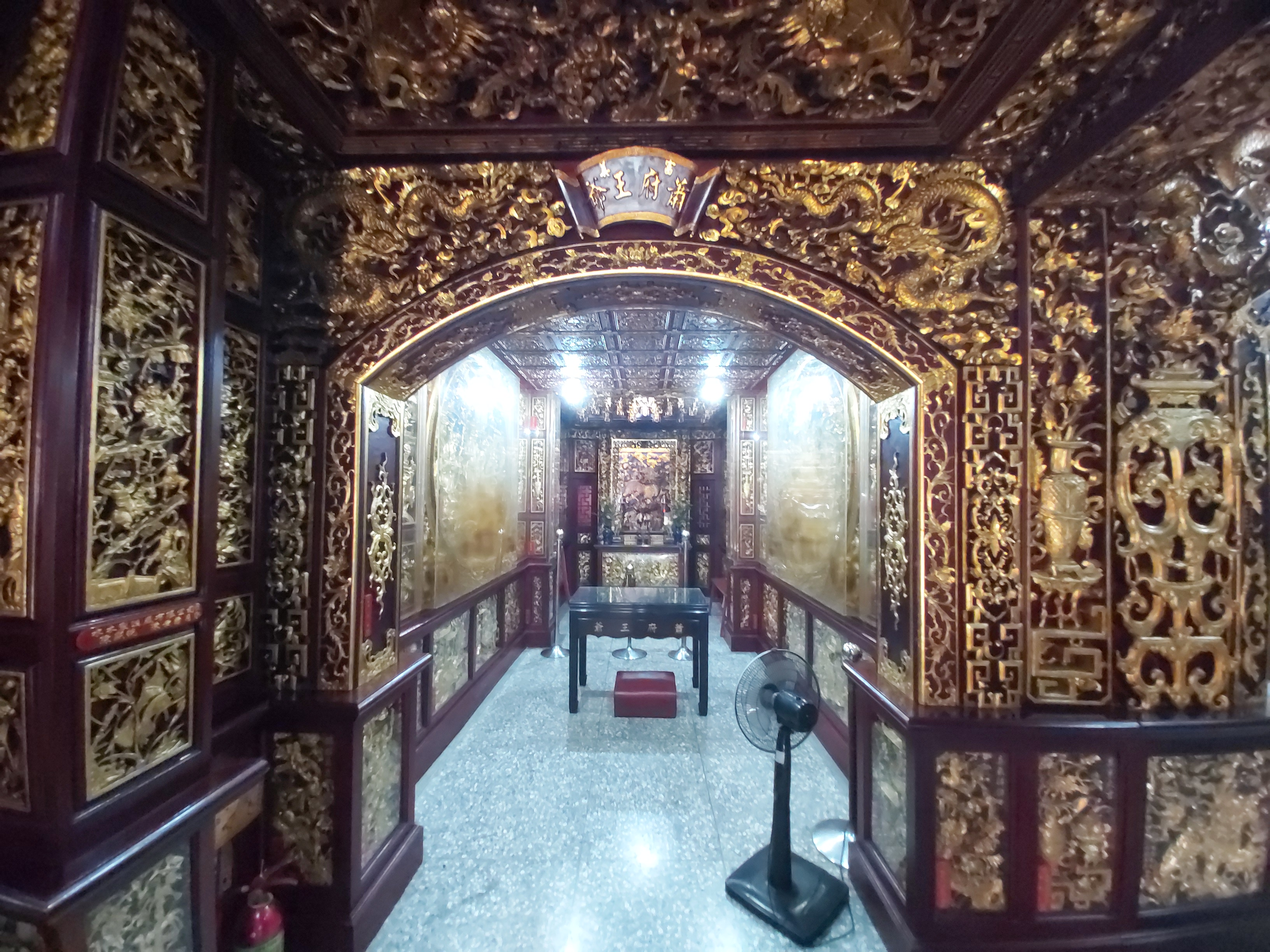
蕭府王爺殿
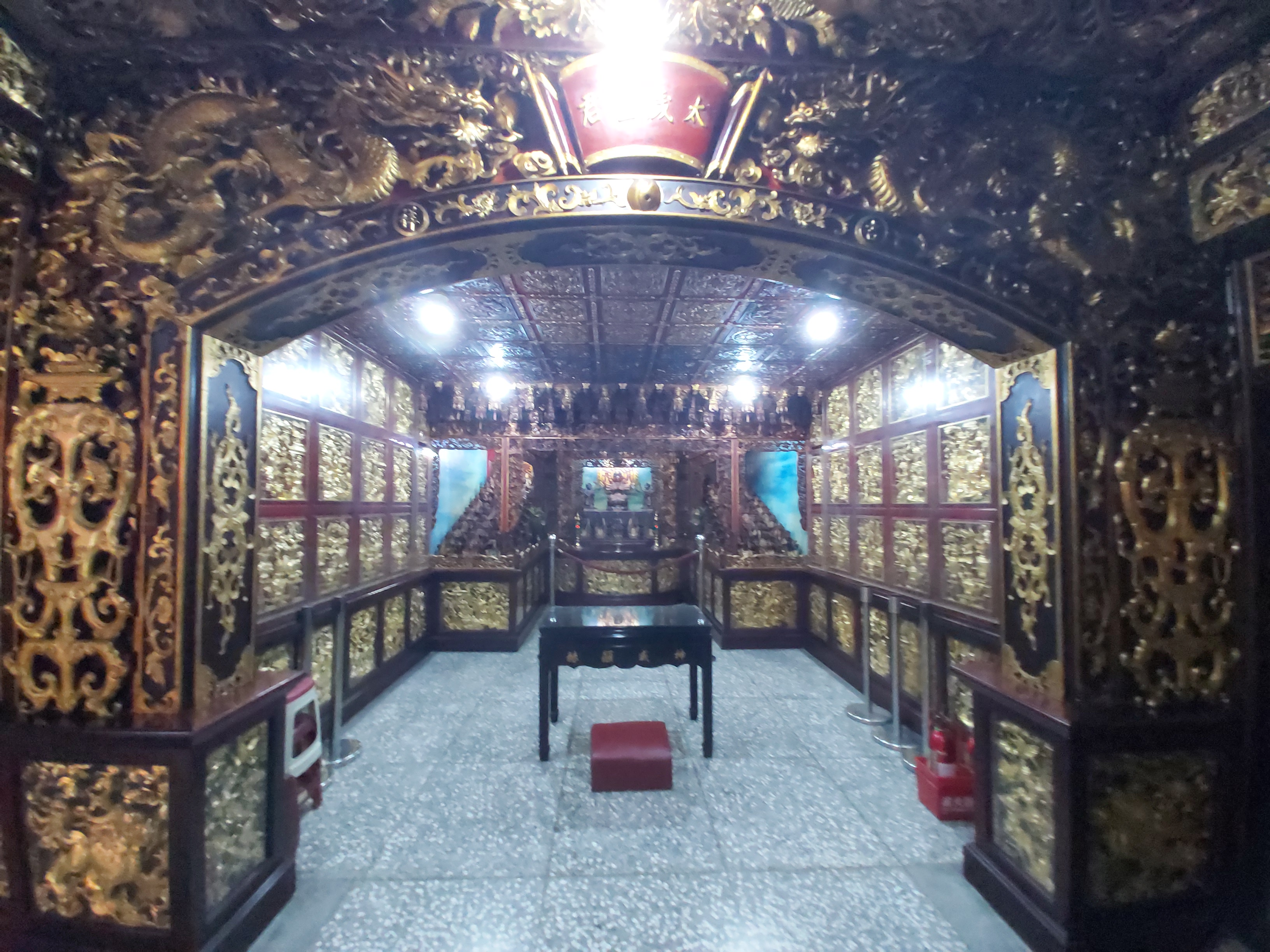
太歲星君殿

## 源由
相傳安溪清水巖在宋代得到一塊巨大的沈香木，雕製六尊清水祖師神像，後代稱為「六古佛」。清文宗咸豐年間（1851年－1861年），一僧自泉州府安溪清水巖，奉一尊「古佛」來臺，在臺北淡水一帶向人化緣重修安溪清水巖，尊為「蓬萊老祖」。孰料緣金失竊，淡水仕紳翁種玉、翁瑞玉兄弟慷慨解囊，給予該僧四百元鷹洋資助之，此僧感動不已，返回唐山前，此尊留於淡水奉祀。參拜者眾，翁氏兄弟請神於東興街（今淡水區中正路）約五十坪的平房「濟生號」奉祀。
另說則是一名安溪清水巖攜清水祖師神像「蓬萊老祖」，來淡水興福寮向安溪籍民眾化緣重修清水巖，興福寮有數名挑運菅芒草的挑夫因為連續遇到該僧三日，認為是一種緣分，於是發起募捐，眾人當日將賣三十餘擔菅芒草的所得寄付予該僧，並要求該僧將清水祖師留在興福寮供奉三日，祈禱平安。三日期滿，該僧於是要將神像請回，向祖師擲筊起駕，卻連擲十幾個「笑杯」，無法獲得神示同意離開，眾人稱祖師要留在臺灣大顯神威，於是當地仕紳翁種玉、翁瑞玉兄弟，以「翁、龚、方、洪、江、汪」六姓檀越名義，請神於東興街（今淡水區中正路）濟生號奉祀。

## 神蹟
清同治六年（1867年），此尊「蓬萊老祖」神像在一次於今石門區出巡時，顯靈落鼻示警，人稱落鼻祖師，村民驚相走報，人人離家圍觀。突然發生地震，全村屋毀，由於村民盡出，村中無人，竟無人傷亡，而祖師更受民眾崇敬。在清德宗光緒十年（1884年）10月，清法戰爭西仔反時，法國軍隊進攻淡水。淡水人迎出清水祖師助戰，竟然大勝法軍。據說祖師顯靈，本地屋頂有和尚護衛，使法軍懼而撤退，鄉民普信是祖師顯神威。
到了二次大戰，臺灣受到盟軍轟炸，有二枚掉到祖師廟的未爆彈，信眾把未爆炸的原因歸因於祖師護祐，清除火藥後，改成燭臺，置於正殿兩側紀念。

## 紛爭
光緒十年（1884年），西仔反中，淡水人迎清水祖師佛像到戰場祈福，後清兵順利擊退法軍，卻引發了淡水與艋舺兩派的爭執，淡水人認為這尊顯靈的清水祖師神像（落鼻祖師），本為淡水所有，只是因為淡水並無建造祖師廟，卻又獲光緒帝詔贈「功資拯濟」的敕額，只好把神像及敕額輾轉安置於艋舺；而艋舺方面則認為這尊顯靈的清水祖師是由艋舺祖師廟借去的，造成了淡水與艋舺兩派信徒的大糾紛，日治時期經政府協調，由艋舺與淡水二廟輪流奉祀。
艋舺清水巖現存一紙[引受書]，內文記載淡水街信眾每年多次向艋舺清水巖掛單迎請蓬萊老祖的文件可證明蓬萊老祖神像原本即屬於艋舺清水巖所有。
引受書
一、清水祖師蓬萊大祖佛像 老尊
前記佛像，我淡水居住善男信女極其崇拜，信仰特深，故每年疊向貴廟迎請禮拜，既畢，例應奉還貴廟供奉。因時有遷延之處，故此回欲來迎出淡水，致貴廟管理人不肯承諾。爰是我淡水住民公委翁權出首引受。自今而後，凡有迎請出淡者，若貴廟囑令奉還，不論何時，立即迎送到艋，仍歸東廟（主廟），決無遷延。口恐無憑，特立引受書壹紙，付執為炤。
但每年須貼貴廟廟祝油香料壹拾五圓，而廟祝每逢淡水欲來迎請者，須為恭送至稻江火船，交與來請之人。炤。
日後翁權如無違約者，凡來迎請，總望快諾是幸。炤。

大正六年六月十一目
芝蘭三堡淡水街袁東興街十四番地 淡水住民總代 翁權
芝蘭公館口街二十一番地 立會人吳玉灶
芝蘭袁東興街七十一番地 立會人阮溪
艋舺祖師廟管理人 林木川擬

## 建廟
清水祖師神威顯赫，然久而無廟，僅僅奉祀於民宅，淡水人久慕之。臺灣日治時期昭和六年（1931年）成立「淡水清水巖祖師廟興建委員會」，同年10月1日《臺灣日日新報》〈淡水祖師廟興工建廟〉，報導了淡水清水巖建廟鳩資：
|  | 淡水街崇祀清水祖師，神靈顯赫，信仰者甚多。惟廟宇係以民家充用，且甚狹窄，故每年祭典之日，參拜者輒擁擠不開，交通為之杜絕。於是該地士商每次提議別建廟宇，以壯觀瞻，然久議未果。者番，幸李文珪氏等熱心鼓舞，擇定廟地，請官批認，遂於中秋前二日，由發起人等，邀集該地有志數十名，開建築磋商會於信用組合樓上，先由管理人陳有生氏起述開會辭，然後選任建築委員，許丙氏為委員長，汪明燦氏為副。其他盧阿山、李文珪、吳傳宗、雷俊臣……諸氏，皆為常務委員，即時協議建築諸事宜，滿場贊成通過。建築事務所設於淡水信用組合內，四方善信，有志寄附者，可向該事務所報明云。 |

昭和七年（1932年）淡水士紳李文珪、許丙等，開始將附近音樂團體「淡水軒」的西秦王爺廟、碼頭工人祭祀的富美蕭王爺廟拆解，將神合併於清水巖奉祀委請大木匠師廖石成和郭塔興建，昭和十二年（1937年）完工，廟貌莊嚴宏大。

## 風水
傳說淡水清水巖廟地極佳：廟前大屯山、觀音山互相扶持，而淡水河位於兩山之間，似一金龍入廟，為堪輿學中的大吉之穴，廟方說這塊廟地是清水祖師神諭欽選的，祖師神案的座址為龍首，到廟中大門右側大鐘下方有一塊圍著紅布的石頭，廟方認為這顆石頭就是龍珠。
本穴昔年被北臺灣風水大師林琅評論為「羅漢降龍」之穴，林琅預言有一位大禪師前來本地弘法傳教，弟子甚眾，禪師施展神通，驅逐番兵後，又雲遊幾十年，有檀越為他設立伽藍，得以在滬尾廣施佛法。一直到日治時期，鄉民才知道林琅說的高僧，不是甚麼武僧或僧兵，是清水祖師「蓬萊老祖」的神像，番兵是指西仔反的法軍，「伽藍」是指淡水祖師廟。

## 藝文

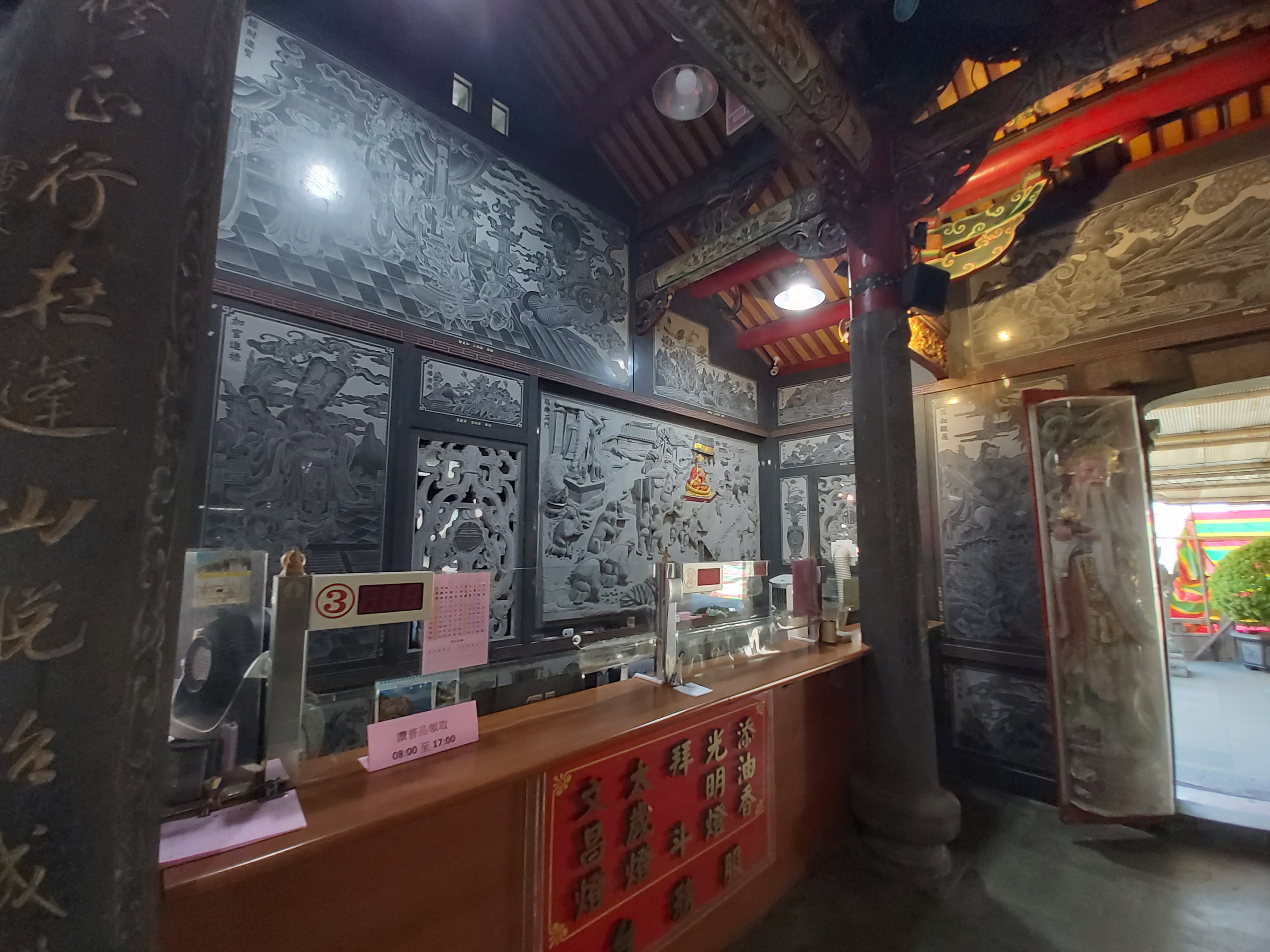
服務臺與壁面石雕

淡水清水巖請來了當時名家廖石成、郭塔分建前後殿。而龍柱更具有古風，一柱一龍，龍首自底部躍起，龍身向下，更顯威猛。石雕的部分，由張火廣造，火廣卒於任內，其子張木成續雕，多為《封神榜》之人物，技巧高妙。木雕則由黃龜理、剪黏由陳天乞展現其不凡技藝。
祖師廟的對聯、書法亦皆出於一時名士、名書法家之手。這使清水巖不但成為淡水的信仰中心，更成為匯集淡水宗教藝術的殿堂。
2004年檀越黃文雄還願，贈獻一頂以20兩黃金打造，鑲有紅寶石與藍寶石，價值新臺幣40餘萬元的五佛帽給「鎮殿祖」，而後黃文雄夫人又打造了一頂給「蓬萊老祖」。不久檀越洪家生，為感謝祖師庇佑，也打造了一頂黃金帽奉獻祖師，洪家生夫人也跟進，而淡水祖師廟之金帽也已有四、五頂之譜，戴上金帽之祖師神像，常於祭典時巡行淡水，頗見神威。

## 祭典
舊曆正月初六，是清水祖師誕辰。五月初六是祖師成道，原先只是普通祭典，由於日治時期曾經傳出瘟疫，因淡水地區的鄉民最崇信清水祖師，故迎請清水祖師在每年舊曆五月初五傍晚開始舉行「暗訪」，五月初六中午開始展開日間遶境，巡遊全區，希望能夠驅逐瘴癘、瘟神，庇佑平安。官方名為「淡水清水巖清水祖師遶境」，俗稱「淡水大拜拜」。2013年新北市政府已將「淡水大拜拜」，列為「無形文化資產」。相較之下，淡水另一個宮廟淡水福佑宮的「媽祖遶境」範圍，與清水祖師遶境相近，但媽祖的繞境並不是境內所有角頭廟都會參與，更突顯出清水祖師作為淡水全境境主神祇的代表性，以及清水祖師遶境活動凝聚地方的重要意義。
清水祖師的各尊神像中，以「蓬萊老祖」最受檀越崇敬，淡水清水巖與艋舺清水巖兩廟在日治時期為了神尊歸屬，還打官司，後來才決定兩方共有，輪流供奉，農曆單月在艋舺，雙月在淡水，因應淡水大拜拜，五月、六月份兩廟互換供奉月份，2016年起，「蓬萊老祖」不再接受其他廟宇迎請。

## 引用
1. ↑  淡水清水祖師得道紀念日 朱立倫前往祈求 台灣風調雨順國泰民安 （页面存档备份，存于）.新北市政府新聞局.2017-05-31
2. ↑  淡水清水巖祖師廟 （页面存档备份，存于）.PeoPo公民新聞.2018-05-29
3. ↑  李雅雯.〈台北都會〉列文資？ 淡水清水巖祖師廟意願低 （页面存档备份，存于）.自由時報.2014-07-17
4. 1 2  淡水清水巖清水祖師遶境 （页面存档备份，存于）.文化部文化資產局
5. 1 2  黃其豪. . 自由時報. 2009-06-02  [2018-08-02]. （原始内容存档于2021-01-24）.
6. ↑  淡水清水巖管理委員會.淡水清水巖清水祖師遶境 （页面存档备份，存于）.新北市文化資產數位學習網.2017-11-07
7. ↑  清水祖師廟建築 民藝寶庫
8. ↑  .   [2024-11-19]. （原始内容存档于2022-05-26）.
9. 1 2  . 臺灣好廟網.   [2018-08-02]. （原始内容存档于2021-01-24）.
10. ↑  羅漢降龍大吉利　祖師指點淡水清水巖 （页面存档备份，存于）.保庇NOW.2017-12-04
11. ↑  淡水清水巖，新北市政府民政局
12. ↑  兩大王爺讓廟地　淡水清水巖好地理
13. ↑  黃其豪. . 自由時報. 2006-05-26  [2018-08-02]. （原始内容存档于2021-01-24）.
14. ↑  李雅雯.〈台北都會〉蓬萊老祖神尊 不再掛單請出廟 （页面存档备份，存于）.自由時報.2016-06-30

## 外部連結
- 淡水清水巖的Facebook專頁
- 新北市淡水清昭誠祖師會的Facebook專頁
- 清水巖祖師廟-新北市觀光旅遊網 （页面存档备份，存于）
- 清水巖祖師廟-淡水區公所 （页面存档备份，存于）
- 淡水維基館：淡水五月節 （页面存档备份，存于）